# Hustler
Pour les articles homonymes, voir Hustler (homonymie).
Hustler est un mensuel pornographique américain destiné à un public masculin hétérosexuel, créé à l'initiative de Larry Flynt en 1974. Sortant actuellement à moins de 500 000 exemplaires, le magazine a connu au plus fort de sa diffusion un tirage de 3 millions d'exemplaires. Il a, dans les années 1970, fait évoluer les représentations de l'érotisme aux États-Unis et a contribué à briser certains tabous, notamment en exposant des parties génitales féminines de manière plus explicite que ne le faisait le magazine Playboy.

## Historique

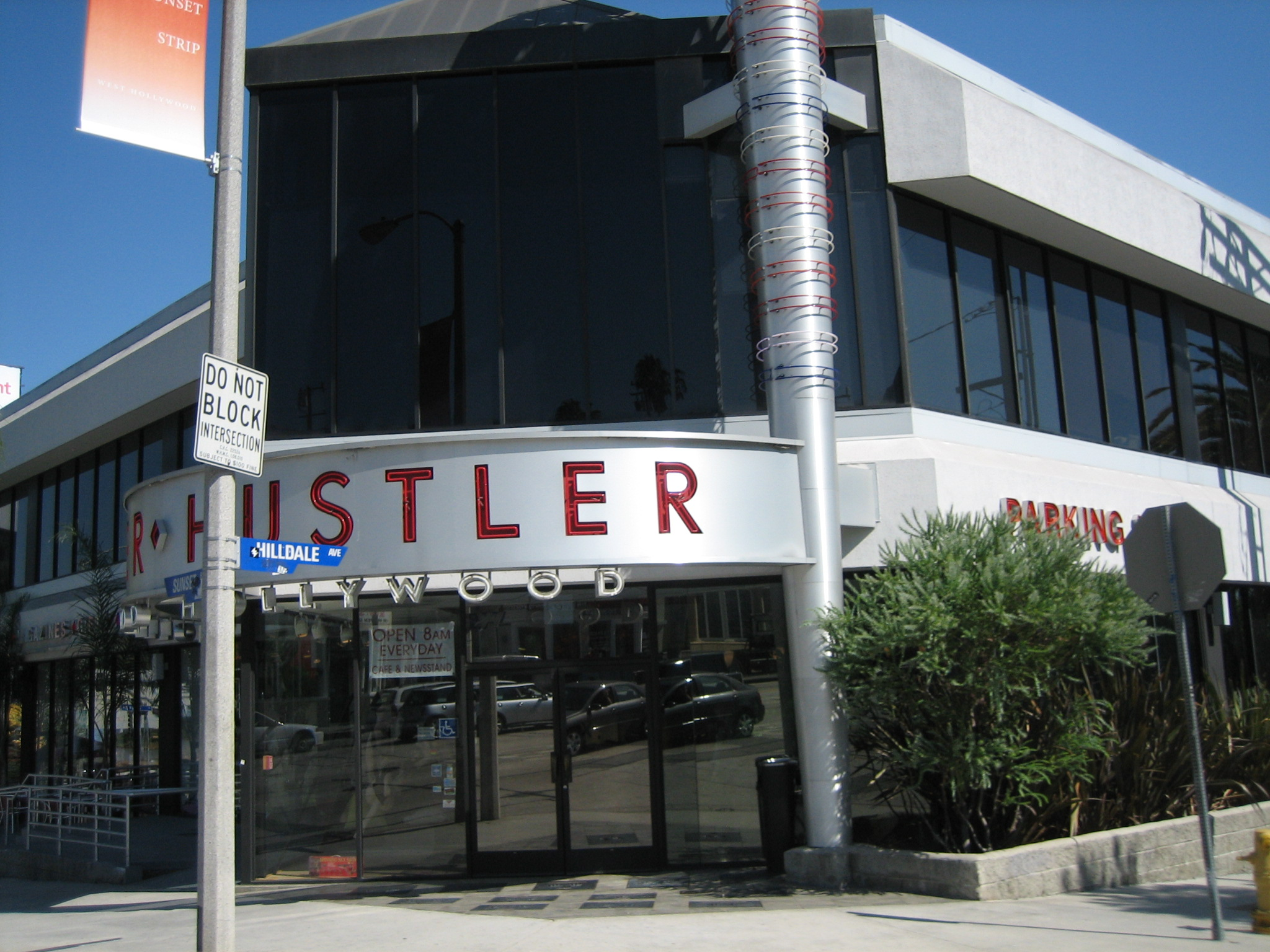
Un magasin de détail de Hustler à Hollywood, en Californie

Le magazine a surtout provoqué la polémique par des dessins humoristiques qui abordent des sujets tels que le racisme, la pédophilie et l'avortement, souvent considérés comme trop choquants et de mauvais goût. Plusieurs conservateurs ont porté plainte contre le magazine.
En 2003, Hustler Video rachète le studio VCA Pictures. Ils sortent entre autres Snoop Dogg's Doggystyle en 2001 et Who's Nailin' Paylin? en 2008.
Puis ils créent Hustler TV diffusée dans 50 pays.
En octobre 2010, le site web de Hustler a été la cible d'Anonymous dans le cadre de l'Operation Payback.

## Procès
En 1973, l'arrêt Miller v. California confirme que l'« obscénité » n'est pas protégée par le premier amendement.
- En 1976, contre le financier Charles Keating (pour obscénité).
- En 1983, le FBI leur demande la source de la vidéo de surveillance de John DeLorean.
- En 1988, contre le pasteur Jerry Falwell.

## Autres
- Hustler TV
- Barely Legal (magazine)
- Larry Flynt Publications
- Chic Magazine
- Asian Fever
- Hustler XX
- Hustler's Leg World
- Hustler's Taboo
- Hustler Club (go-go bar)

## Personnalités

### Actrices et modèles[3],[4]
Ci-dessous, quelques-unes des actrices et modèles les plus connues :
- A.J. Applegate
- Aaliyah Love
- Abella Anderson
- Abella Danger
- Abigail Clayton
- Abigail Mac
- Adriana Chechik
- Adriana Luna
- Adrianna Nicole
- Aiden Ashley
- Aiden Starr
- Aidra Fox
- Alana Evans
- Alanah Rae
- Alektra Blue
- Aleska Diamond
- Aletta Ocean
- Alexa Raye
- Alexandra Silk
- Alexis Amore
- Alexis Ford
- Alexis Love
- Alexis Texas
- Alina Li
- Allie Haze
- Alyssa Reece
- Amber Rayne
- Amia Miley
- Amy Brooke
- Amy Reid
- Ana Foxxx
- Ana Nova
- Anastasia Blue
- Ander Page
- Andy San Dimas
- Angel Dark
- Angela Sommers
- Angela Stone
- Angela White
- Angelica Sin
- Angelina Valentine
- Angie Savage
- Anikka Albrite
- Anissa Kate
- Anjanette Astoria
- Ann Marie Rios
- Anna Bell Peaks
- Anna Malle
- Anna Nova
- April O'Neil
- Aria Giovanni
- Ariana Jollee
- Ariana Marie
- Asa Akira
- Ash Hollywood
- Ashley Blue
- Ashley Fires
- Ashley Long
- Ashli Orion
- Ashlyn Gere
- Ashlynn Brooke
- Asia Carrera
- Aubrey Addams
- Audrey Bitoni
- Audrey Hollander
- August Ames
- Aurora Jolie
- Aurora Snow
- Austin Kincaid
- Ava Addams
- Ava Devine
- Ava Rose
- Ava Vincent
- Avy Scott
- Bambi Woods
- Bamboo
- Barbara Doll
- Barbara Summer
- Bella Moretti
- Belladonna
- Belle Knox
- Bethany Benz
- Blake Eden (Blake Bartelli)
- Bobbi Starr
- Bonnie Rotten
- Brandi Love
- Brandy Aniston
- Brea Bennett
- Breanne Benson
- Bree Olsen
- Brett Rossi
- Briana Banks
- Briana Blair
- Bridgette B
- Brianna Love
- Bridgette Kerkove
- Britney Amber
- Brittney Skye
- Brooke Haven
- Brooke Lee Adams
- Brooklyn Lee
- Brynn Tyler
- Bunny Luv
- Cameron Cruz
- Capri Anderson
- Capri Cavanni
- Careena Collins
- Caressa Savage
- Carla Cox
- Carter Cruise
- Cathy Heaven
- Celeste Star
- Chanel Preston
- Charley Chase
- Charlie Laine
- Charlotte Stokely
- Chasey Lain
- Chastity Lynn
- Cherie DeVille
- Cheyenne Silver
- Christie Lee
- Christie Stevens
- Christy Mack
- Cindy Crawford
- Cindy Hope
- Claudia Rossi
- Courtney Cummz
- Courtney Simpson
- Cytherea
- Daisy Marie
- Dana DeArmond
- Dana Vespoli
- Dani Daniels
- Dani Jensen
- Danica Dillon
- Darcie Dolce
- Darla Crane
- Darryl Hanah
- Deidre Holland
- Demi Delia
- Devon Lee
- Diamond Foxxx
- Diana Doll
- Dillan Lauren
- Dillion Harper
- Dru Berrymore
- Dyanna Lauren
- Dylan Ryder
- Elsa Jean
- Erica Campbell
- Erica Fontes
- Eufrat
- Eva Angelina
- Eve Angel
- Faye Reagan
- Faye Runaway
- Felecia
- Felicia Fox
- Felony
- Flick Shagwell
- Flower Tucci
- Francesca Le
- Franceska Jaimes
- Fujiko Kano
- Georgia Jones
- Gia Paloma
- Gianna Jolynn
- Gianna Michaels
- Gina Ryder
- Gina Valentina
- Ginger Lynn
- Gracie Glam
- Haley Paige
- Hannah Harper
- Harmony Rose
- Helen Duval
- Hillary Scott
- Holly Hendrix
- Holly Michaels
- Holly Wellin
- India Summer
- Isis Love
- Isis Taylor
- Jacy Andrews
- Jada Fire
- Jada Stevens
- Jade Starr
- Jaelyn Fox
- Jana Jordan
- Jane Darling
- Janet Mason
- Jasmine Byrne
- Jayden Cole
- Jayden Jaymes
- Jayme Langford
- Jayna Oso
- Jazmine Cashmere
- Jazy Berlin
- Jeanie Marie
- Jeanna Fine
- Jelena Jensen
- Jenaveve Jolie
- Jenna Haze
- Jenna Jameson
- Jenna Presley
- Jenna Sativa
- Jennifer Dark
- Jennifer White
- Jenny Hendrix
- Jesse Jane
- Jessa Rhodes
- Jessica Bangkok
- Jessica Fiorentino
- Jessica Jaymes
- Jessica Lynn
- Jessie Andrews
- Jessie Rogers
- Jessie Volt
- Jill Kelly
- Jillian Janson
- Jo
- Joanna Angel
- Johnni Black
- Joslyn James
- Judith Fox
- Juelz Ventura
- Juli Ashton
- Julia Ann
- Julia Bond
- Julie Meadows
- Justine Joli
- Jynx Maze
- Kagney Linn Karter
- Karina Kay
- Karlie Montana
- Katie Gold
- Katie Morgan
- Katie St. Ives
- Katja Kassin
- Katsuni
- Kay Parker
- Kayden Kross
- Kaylani Lei
- Kaylynn
- Keisha Grey
- Kendra James
- Kelly Leigh
- Kelly Nichols
- Kelly Wells
- Kendall Karson
- Kenna James
- Keri Sable
- Keri Windsor
- Kiara Diane
- Kiki Daire
- Kimberly Kane
- Kimmy Granger
- Kira Reed
- Kirsten Price
- Kleio Valentien
- Kortney Kane
- Krissy Lynn
- Kristina Rose
- Krystal Steal
- Kylie Ireland
- Lacey Duvalle
- Lacey Rose
- Lacie Heart
- Lana Croft
- Lana Lopez
- Lana Rhoades
- Lanny Barby
- Lauren Phoenix
- Layla Jade
- Layla Rivera
- Lea De Mae
- Lea Lexis
- Lea Martini
- Leah Luv
- Leilani Leeane
- Lela Star
- Lexi Belle
- Lexi Lamour
- Lexi Love
- Lexi Marie
- Lexi Swallow
- Lexxi Tyler
- Lily Carter
- Lily LaBeau
- Lily Thai
- Lindsey Meadows
- Lisa Ann
- Lisa Sparxxx
- Liza Del Sierra
- Lizz Tayler
- London Keyes
- Lou Charmelle
- Lucy Lee
- Luna Rival
- Luscious López
- Lux Kassidy
- Maddy O'Reilly
- Madelyn Marie
- Madison Ivy
- Madison Parker
- Madison Young
- Magdalene St. Michaels
- Malena Morgan
- Mandy Bright
- Marica Hase
- Marie Luv
- Marie McCray
- Mary Carey
- Mason Moore
- Maya Hills
- McKenzie Lee
- Melanie Moore
- Melanie Rios
- Melissa Jacobs
- Melissa Lauren
- Melissa Moore
- Memphis Monroe
- Mia Bangg
- Mia Khalifa
- Mia Malkova
- Mia Presley
- Mia Rider
- Michelle Lay
- Michelle Maylene
- Michelle Wild
- Mika Tan
- Mikayla
- Miko Lee
- Misha Cross
- Missy Monroe
- Missy Stone
- Misty Rain
- Misty Stone
- Monica Mattos
- Monica Mayhem
- Monica Sweet
- Monica Sweetheart
- Monique Alexander
- Monique DeMoan
- Monique Fuentes
- Nadia Styles
- Naomi St. Claire
- Natasha Nice
- Nicki Hunter
- Nicole Aniston
- Nicole Ray
- Nikita Denise
- Nikki Benz
- Nikki Delano
- Nikki Hunter
- Nikki Rhodes
- Nikki Sexx
- Nina Hartley
- Nina Mercedes
- Nyomi Banxxx
- Olivia Del Rio
- Olivia O'Lovely
- Ona Zee
- Paulina James
- Peaches
- Penny Flame
- Penny Pax
- Phoenix Marie
- Presley Hart
- Priya Rai
- Puma Swede
- Rachel Roxxx
- Rachel Starr
- Rachele Richey
- Racquel Darrian
- Raven Alexis
- Raven Rockette
- Raylene
- RayVeness
- Rebeca Linares
- Rebecca Bardoux
- Rebecca Lord
- Remy LaCroix
- Renae Cruz
- Rikki Six
- Riley Evans
- Riley Reid
- Riley Shy
- Rio Mariah
- Rita Faltoyano
- Romi Rain
- Roxanne Hall
- Roxy Deville
- Roxy Jezel
- Ryan Keely
- Ryan Ryans
- Sabrina Johnson
- Sabrina Maree
- Samantha Bentley
- Samantha Ryan
- Samantha Saint
- Samantha Sin
- Sammie Rhodes
- Sandra Romain
- Sandra Shine
- Sandy Sweet
- Sara Luvv
- Sarah Shevon
- Sarah Vandella
- Sasha Grey
- Sasha Heart
- Sativa Rose
- Savannah Stern
- Seka
- Selena Rose
- Selena Steele
- Sensi Pearl
- Shanna McCullough
- Sharka Blue
- Sharon Kane
- Sharon Mitchell
- Shawna Leneé
- Shay Sights
- Shayla LaVeaux
- Sheena Shaw
- Sheila Marie
- Shy Love
- Shyla Jennings
- Shyla Stylez
- Simony Diamond
- Sindee Coxx
- Sindee Jennings
- Sinnamon
- Skin Diamond
- Sky Lopez
- Sophia Santi
- Sophie Dee
- Sophie Evans
- Sovereign Syre
- Spencer Scott
- Stacy Valentine
- Stephanie Swift
- Stormy Daniels
- Stoya
- Summer Brielle
- Sunny Lane
- Sunny Leone
- Sunrise Adams
- Sunset Thomas
- Sydnee Steele
- Syren De Mer
- T. J. Hart
- Tabitha Stevens
- Taija Rae
- Tanner Mayes
- Tanya James
- Tanya Tate
- Tara Lynn Foxx
- Tara Morgan
- Tarra White
- Taryn Thomas
- Tasha Reign
- Tawny Roberts
- Taylor Rain
- Taylor Vixen
- Teanna Kai
- Tera Patrick
- Tia Tanaka
- Tiana Lynn
- Tiffany Mason
- Tiffany Mynx
- Tiffany Taylor
- Tina Tyler
- Tori Black
- Tory Lane
- Tracey Adams
- Trina Michaels
- Trinity Post
- Trinity St. Clair
- Val Dodds
- Valentina Nappi
- Vanessa del Rio
- Vanessa Veracruz
- Veronica Avluv
- Veronica Rayne
- Veronica Ricci
- Vicki Chase
- Vicky Vette
- Victoria Paris
- Whitney Westgate
- Yurizan Beltran
- Zara White
- Zoe Voss
- Zoey Holloway

### Acteurs
- Rocco Siffredi
- VooDoo

### Hustler Honeys
Ce sont les actrices X qui sont apparues en page centrale, quelques exemples : 
- Tera Patrick (February 2000...)
- Erica Campbell (May 2001)
- Sunny Leone (Holiday 2001)
- Justine Joli (March 2002)
- Hannah Harper (May 2002)
- Rita Faltoyano (August 2002)
- Monica Sweetheart (September 2002)
- Sunset Thomas (Holiday 2002)
- Jana Cova (March 2003)
- Kaylani Lei (June 2003)
- Krystal Steal (July 2003)
- Jessica Jaymes (Hustler Honey of the Year 2004)
- Jelena Jensen (April 2004)
- Nina Mercedez (Holiday 2003, August 2004)
- Sophia Rossi (December 2005)
- Nikki Benz (May 2006)
- Brittney Skye (June 2006)
- Sunny Leone (September 2006)
- Shyla Stylez (January 2007)
- Tiffany Mynx (August 2007)
- Sabrina Maree (April 2012)

## Récompenses
- 2009 : XBIZ Award Marketing, "Who’s Nailin’ Paylin?" (Hustler)
- 2010 : XBIZ Award Parody Release, "Not the Bradys XXX: Marcia" (X-Play / Hustler Video)